# 2005年NBA總決賽
2005年NBA季後賽是國家籃球協會在2004-05 NBA賽季的最後一個系列賽。聖安東尼奧馬刺以4比3擊敗對手底特律活塞，來自聖安東尼奧馬刺的添·鄧肯獲得本年度的NBA總決賽最有價值球員獎項。

## 晉級
- 底特律活塞以4-3总比分击败邁阿密熱火赢得2005年的东部分区决赛。
- 聖安東尼奧馬刺以4-1总比分击败鳳凰城太陽赢得2005年的西部分区决赛。

## 形式
这次七场四胜制的系列賽于2005年6月10日开始。而七場四勝再不是以2-2-1-1-1排列，而是2-3-2排列。降低優先球隊（即聖安東尼奧馬刺）的主場優勢。

## 第一場
6月9日，底特律活塞 69-84 圣安东尼奥馬刺
邓肯24分17篮板2助攻2盖帽
吉诺比利 26分9个篮板2助攻1抢断

## 第二場
6月12日，底特律活塞 76-97 圣安东尼奥馬刺
邓肯18分11篮板1助攻4盖帽
吉诺比利27分3个篮板7助攻3抢断

## 第三場
6月14日，圣安东尼奥馬刺 79-96 底特律活塞
邓肯14分10篮板4助攻3抢断1盖帽
吉诺比利7分4篮板

## 第四場
6月16日，圣安东尼奥馬刺 71-102 底特律活塞
邓肯16分16篮板3盖帽2助攻
吉诺比利12分4篮板3助攻1抢断1盖帽

## 第五場
6月19日，圣安东尼奥馬刺 96-95 底特律活塞 (经过加时赛)
邓肯26分 19篮板2助攻2盖帽
霍里投入关键3分，21分7个篮板
吉诺比利15分6篮板9助攻1抢断

## 第六場
6月21日，底特律活塞 95-86 圣安东尼奥馬刺
邓肯21分15篮板1助攻1盖帽
吉诺比利21分10篮板3助攻2抢断

## 第七場
6月23日，底特律活塞 74-81 圣安东尼奥馬刺
邓肯25分11篮板3助攻2盖帽,总决赛场均20.5分，14.2篮板，2.2盖帽，获得总决赛MVP
吉诺比利23分2篮板3助攻

## 外部連結
- 2005年NBA總決賽官方網站